# アウトバーン 31
アウトバーン 31（ドイツ語: Bundesautobahn 31, BAB 31 または A 31）、通称エムスラントアウトバーン（Emslandautobahn）はドイツの高速道路、アウトバーンの一路線である。
北のエムデンから南のボトロップまで240 kmの路線を持つ主要道路である。オランダの国境に沿いながら東フリースラント地方とルール地方を結ぶ。